# Hermannia eenii
Hermannia eenii är en malvaväxtart som beskrevs av John Gilbert Baker. Hermannia eenii ingår i släktet Hermannia och familjen malvaväxter. Inga underarter finns listade i Catalogue of Life.